# HMS Ark Royal (R07)
La HMS Ark Royal (R07), quinta nave da guerra britannica a portare questo nome, è stata una portaerei leggera della classe Invincible, chiamata così in onore della nave ammiraglia della Royal Navy che sconfisse la Armada Spagnola. Fu sponsorizzata dall'allora regina Elizabeth Bowes-Lyon. Dapprima il suo nome doveva essere Indomitable, ma il malumore provocato dalla demolizione della vecchia Ark Royal, al quale gli inglesi erano molto affezionati, convinse la Royal Navy a cambiare il nome alla nave il 1º dicembre 1978. L'unità venne varata nei cantieri Swan Hunter il 2 giugno 1981.

## Caratteristiche tecniche
La Ark Royal era leggermente più larga delle sue sorelle ed il suo trampolino (ski-jump) aveva un’angolazione superiore a quello delle altre navi della medesima classe, con un’elevazione di 12° contro i 7°, per rendere più efficace il decollo dei velivoli STOVL, gli unici in grado di operare da questa tipologia di portaerei. Nel 1999 ha subito la rimozione di una postazione missilistica per allargare ulteriormente il ponte di volo.

## Storia
Nel 2003 ha partecipato all'operazione in Iraq con l'usuale combinazione di elicotteri e Sea Harrier. Durante la guerra due elicotteri inglesi si sono scontrati in volo uccidendo un soldato statunitense e sei inglesi. Ritornata nella base inglese di Portsmouth è stata modificata per sostituire la Ocean nel ruolo di LPH principale.